# Rejstřík (organizace informací)
Rejstříky jsou jedním ze základních nástrojů užívaných k organizaci a vyhledávání informací. Jde o typ sekundárního dokumentu, jenž obsluhuje odkazy na umístění daného pojmu v dokumentu. Typickou vlastností rejstříku je uvedení lokačních údajů u každé lexikální jednotky. Může se jednat přímo o umístění dané informace či o umístění dokumentu pojednávajícím o daném tématu. Rejstřík lze také definovat jako sekundární dokument, třídění podle určitého pravidla a odkazující se na konkrétní informace umístěné v primárním dokumentu. Tento dokument zpravidla obsahuje dvě základní složky: klíč a odkaz. Klíčem je určitá lexikální jednotka pocházející ze zdrojového dokumentu. Lexikální jednotkou může být například slovo, slovní spojení. Odkaz, neboli adresa ukazuje na konkrétní umístění informace v primárním dokumentu, ke které se klíč vztahuje.

## Definice
V České terminologické databázi z oblasti knihovnictví a informační vědy (dále jen TDKIV) se nachází několik definic termínu „rejstřík“. V základním výkladu TDKIV uvádí, že se jedná o sekundární dokument, který obsahuje seznam důležitých termínů, které se nacházejí v primárním dokumentu. Tyto termíny jsou pak v rejstříku řazeny podle určitého a jednotného principu. Definice dále upozorňuje na fakt, že termíny jsou opatřeny odkazy na umístění daného termínu ve zdroji a také, že rejstřík je součástí primárního dokumentu.
V TDKIV se dále nacházejí normativní výklady tohoto pojmu, dle norem: ČSN ISO 999–1998:3.5; ČSN ISO 5963,1996:3.7; ČSN ISO 5127-2003. Z těchto definic opět vyplývají základní charakteristiky rejstříků, jako jsou: posloupnost, jednotný princip řazení, přítomnost odkazů apod. Zmíněn je zde také cíl rejstříků, tedy lepší orientace v textu a usnadnění vyhledávání informací koncovým uživatelem.

## Typy rejstříků

### Dělení dle způsobu řazení
- Abecední rejstříky
- Chronologické rejstříky
- Systematické rejstříky

### Dělení dle obsahu
- Autorské rejstříky
- Předmětové rejstříky
- Slovníkové rejstříky
- Názvové rejstříky